# Eriostethus rufus
Eriostethus rufus är en stekelart som först beskrevs av Tohru Uchida 1932.  Eriostethus rufus ingår i släktet Eriostethus och familjen brokparasitsteklar. Inga underarter finns listade i Catalogue of Life.